# Frances Wolfreston

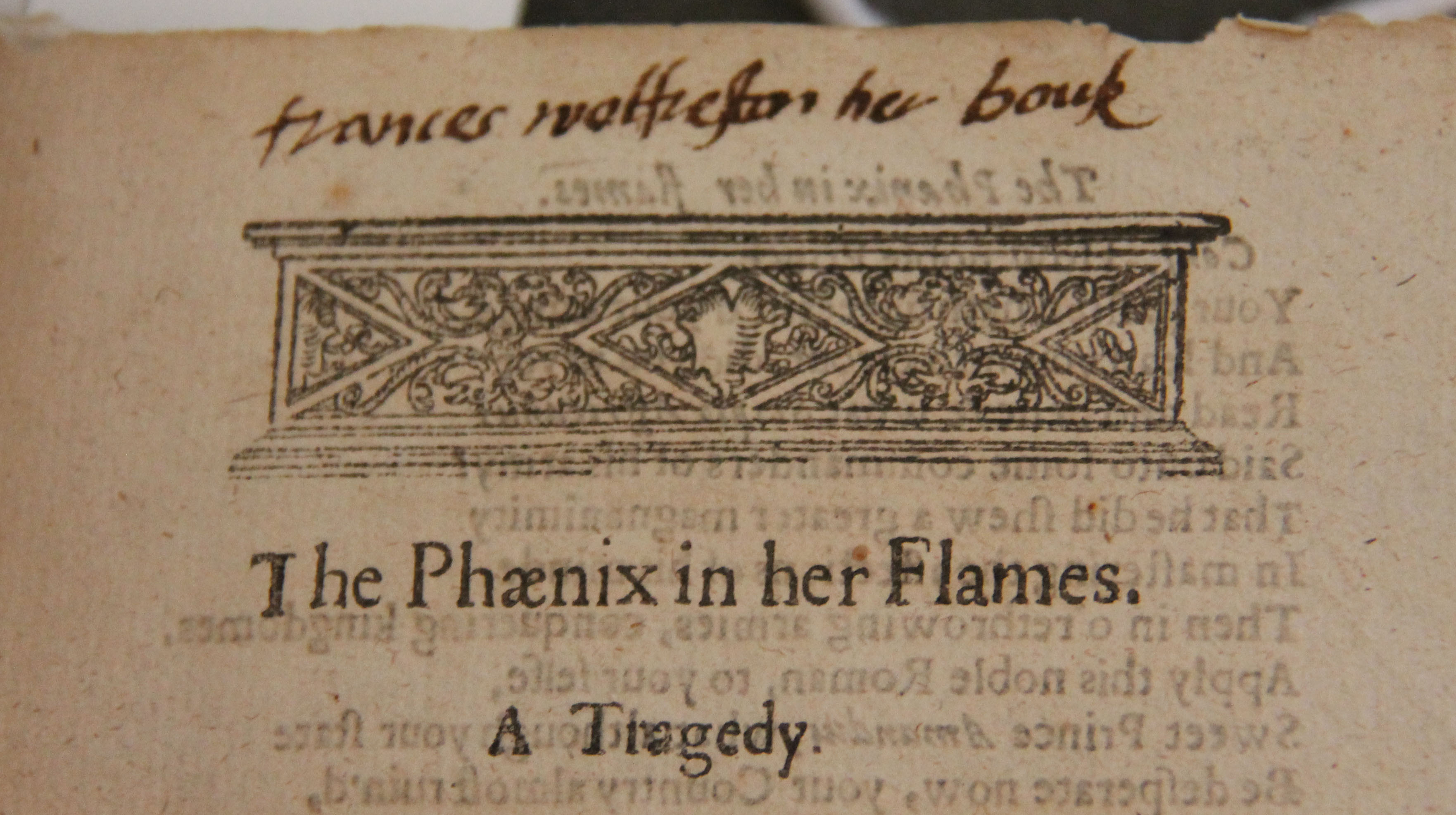
Inscriptie van Frances Wolfreston. Zij schreef in haar boeken 'Frances Wolfreston hor bouk.' Dit boek is terechtgekomen bij de Universiteit van Pennsylvania.

Frances Middlemore, na haar huwelijk in 1631 bekend als Frances Wolfreston (Kings Norton 1607-1677), was een Engelse boekenverzamelaar. Haar bibliotheek is bijzonder relevant voor het historisch onderzoek naar vrouwelijke leescultuur in de 17e eeuw en wordt in dergelijk onderzoek veelvuldig aangehaald. Lori Humphrey Newcomb omschreef haar als 'wellicht de bekendste niet-aristocratische vrouwelijke boekenverzamelaar in het Engeland van de Vroegmoderne tijd'

## Biografie
Frances Middlemore werd in 1607 in Kings Norton geboren. Ze was het oudste kind van het gezin. Er zouden nog 21 kinderen volgen, die niet allen volwassen werden.
Frances trouwde in 1631 met de vijf jaar jongere Francis Wolfreston. De Wolfrestons waren landeigenaren en in goeden doen. Ze kregen zes kinderen, van wie er twee na een studie in respectievelijk Oxford en Cambridge schrijver werden. Francis overleed in 1665, waarna Frances verhuisde naar het familielandgoed in Tamworth. Tot die tijd had de familie in de nabij gelegen Statfold Hall gewoond, een ander landgoed dat de Wolfrestons in bezit hadden.
Frances Wolfreston overleed in in 1677 en liet haar bibliotheek na aan haar oudste zoon. Zij schreef in al haar boeken haar naam, en gaf aan dat haar andere kinderen de collectie mochten gebruiken, maar dat de boeken weer terug moesten keren naar de bibliotheek van Statfold Hall. Hier bleef de collectie grotendeels bijeen tot deze geveild werd door Sotheby's in 1856.

## Bibliotheek

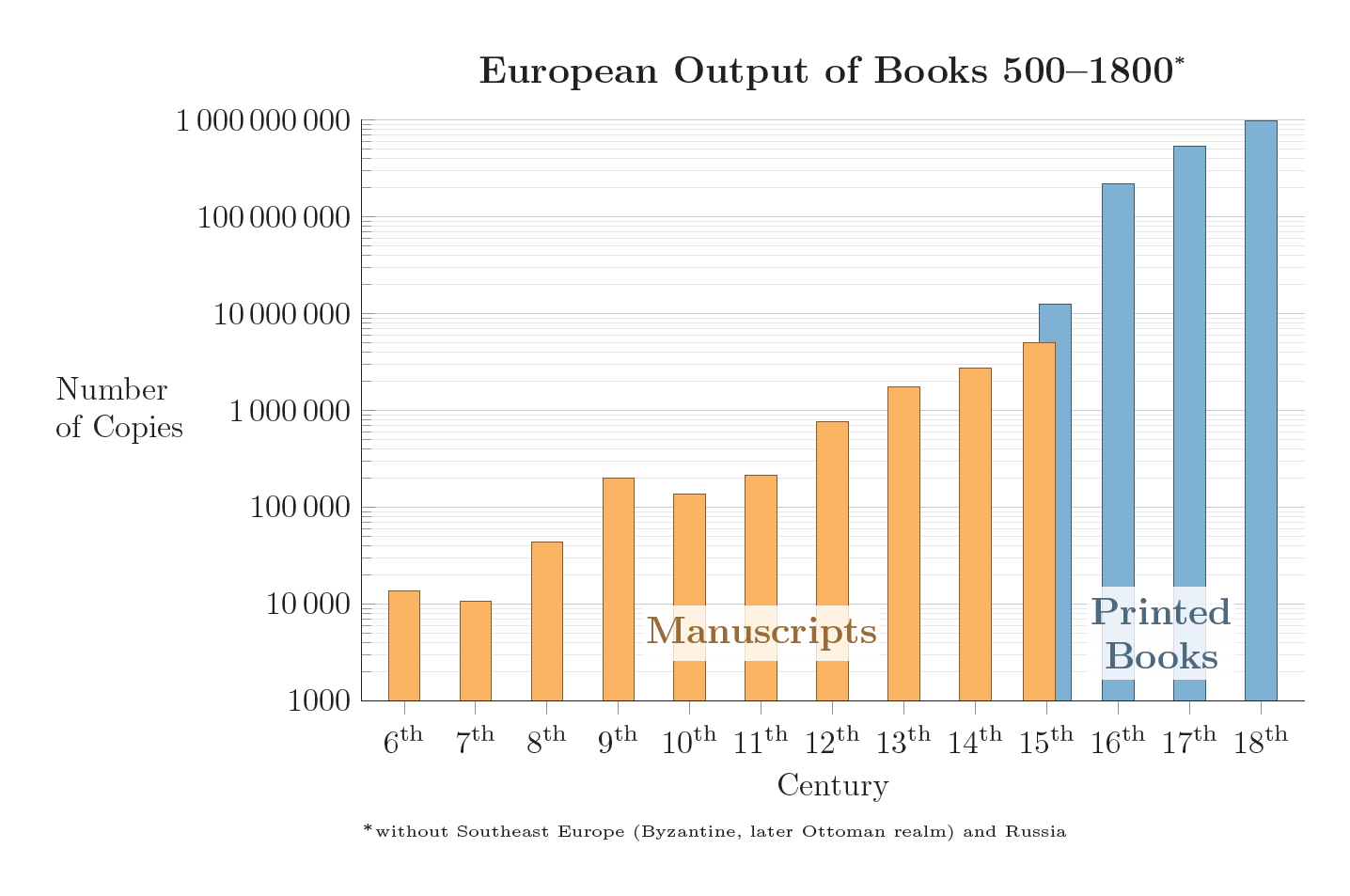
Europese aantallen gepubliceerde manuscripten en geprinte boeken tussen 500 en 1800.

Wolfreston schreef in elk van haar boeken dezelfde inscriptie 'Frances Wolfreston hor bouk' (Frances Wolfreston haar boek). Hierdoor zijn de verschillende boeken in de collectie goed te herkennen. Wolfreston verzamelde haar collectie in een periode waarin boeken goedkoper waren geworden dan voorheen. In 1450 was de drukpers in Europa uitgevonden. Hierdoor werden boeken veel bereikbaarder dan de manuscripten van weleer. Daardoor kon Wolfreston het zich veroorloven meer dan 230 boeken in haar bezit te hebben.
De bibliotheek van Wolfreston bevatte zowel boeken in het Engels als in de Franse taal en het Latijn, hoewel de focus op het Engels lag. Niet alle boeken waren gebonden, de boeken die ze als een luchtig tussendoortje zag waren niet voorzien van een stevige kaft. In 2000 beschreef Sasha Roberts haar collectie. De helft ervan zou uit literaire teksten - waaronder stukken van William Shakespeare en gedichten van Michael Drayton - bestaan. Een kwart van de teksten handelde over een theologisch onderwerp. De rest was een mengeling van historische onderwerpen, medische boeken, pamfletjes en nieuwsbladen. Overigens zijn na 2000 nog meer dan 100 boeken uit de collectie teruggevonden, wat Roberts omschrijving wellicht al wat achterhaald maakt.
Wolfreston schreef in de marginalia van haar boeken haar commentaar en haar bibliotheek omvatte daarnaast ook almanakken waar ze zelf informatie bij schreef tot haar dood in 1677. Naast deze stukken omvat de collectie ook unieke boeken, zoals de enige kopie uit 1593 die we hebben van Venus and Adonis. Waarschijnlijk was Wolfreston vrij dol op dit gedicht van Shakespeare, aangezien ze het tweemaal, wellicht zelfs driemaal, in haar collectie had. Naast Venus en Adonis, had zij nog 12 stukken van Shakespeare in bezit.

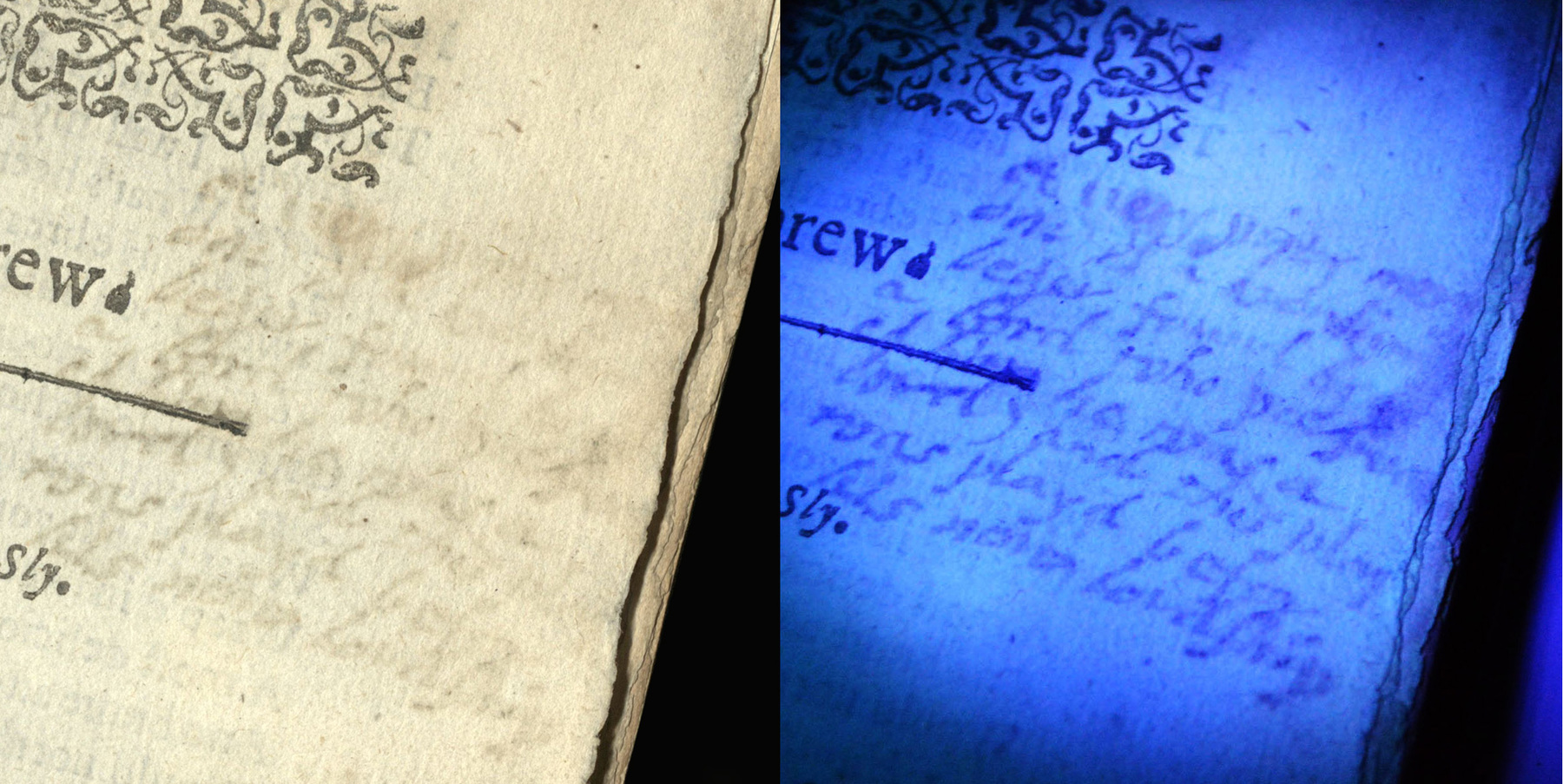
Een van de marginalia van Frances Wolfreston in haar exemplaar van The Taming of the Shrew. Rechts onder UV-licht om de tekst beter zichtbaar te maken.

Een greep uit de collectie toont de brede inhoud, het ruime tijdsbestek van publicatie en de uiteenlopende plaatsen waar de boeken terecht zijn gekomen:
- Certaine select prayers gathered out of S. Augustines meditations, whiche he calleth his selfe talke with God (London : Printed by Iohn Day, dwelling ouer Aldersgate, 1575), deze theologische tekst is eigendom van de Bodleian Library
- The workes of Geffray Chaucer : newly printed with dyuers workes whiche were neuer in print before, as in the table more playnly dothe appere ([London : By Robart Toye, dwellyng in Paules Churche Yarde at the sygne of the Bell], [1550?]), deze bewerking van de verhalen van Geoffrey Chaucer bevindt zich in de Folger Shakespeare Library in Washington D.C.
- Ponteus, John. The queens cabinet newly opened, and the art of physick discovered : wherein you shall finde diverse rare receipts; both of physick and of chyrurgery : very profitable for all sorts of men, women, and children (London : Printed for Richard Burton, at the Horse in Smith-field, 1662), deze geneeskundige tekst bevindt zich in de British Library
- Shakespeare, William. A wittie and pleasant comedie called The taming of the shrew : as it was acted by his Maiesties Seruants at the Blacke Friers and the Globe (London : Printed by W[illiam]. S[tansby]. for Iohn Smethwicke, and are to be sold at his shop in Saint Dunstones Churchyard vnder the Diall, 1631), deze versie van Het Temmen van de Feeks bevindt zich in de Boston Public Library.